# Confessionnal d'Yvignac-la-Tour

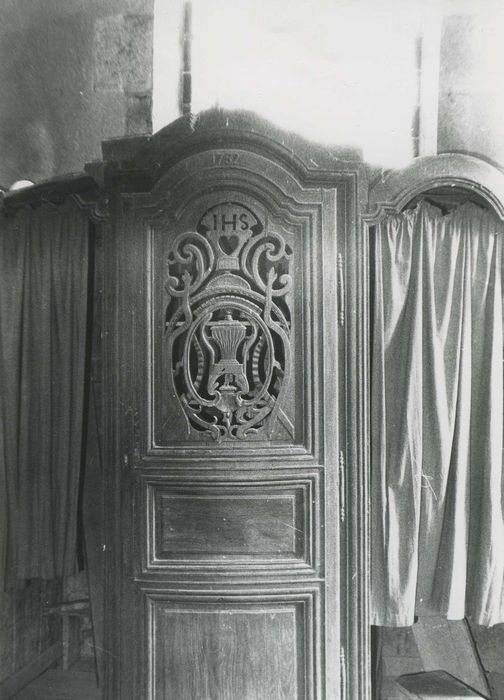
Confessionnal de Yvignac-la-Tour

Le confessionnal de l'église Saint-Malo à Yvignac-la-Tour, une commune du département des Côtes-d'Armor dans la région Bretagne en France, datent de 1782. Le confessionnal en bois est inscrit monuments historiques au titre d'objet depuis le 11 octobre 1976.